# Kazys Bizauskas
Kazys Bizauskas, diminutivo de Kazimieras Bizauskas pronúnciaⓘ (nascido em 1893; desaparecido em 1941) foi um diplomata e escritor lituano, e um dos vinte signatários da Declaração de Independência da Lituânia.
Bizauskas desapareceu no verão de 1941 quando era transportado para uma prisão soviética em Minsk. Supõe-se que tenha sido executado em conjunto com outros prisioneiros durante a repressão estalinista.